# Comité international des études créoles
Le comité international des études créoles, ou CIEC, est un regroupement international de créolistes spécialistes des créoles à base lexicale française. Fondé à Nice en 1976 à l'occasion de son premier colloque international des études créoles, il en a organisé plusieurs depuis lors.

## Colloques
- Première édition en 1976 à Nice, en France.
- Deuxième édition en 1979 à Mahé, aux Seychelles.
- Troisième édition en 1981 à Vieux Fort, à Sainte-Lucie.
- Quatrième édition en 1983 à Lafayette, en Louisiane, aux États-Unis.
- Cinquième édition en 1986 à Saint-Denis, à La Réunion, en France.
- Sixième édition en 1989 à Cayenne, en Guyane, en France.
- Septième édition en 1992 à Flic-en-Flac, à Maurice.
- Huitième édition en 1996 à Pointe-à-Pitre, en Guadeloupe, en France.
- Neuvième édition en 1999 à Aix-en-Provence, en France.
- Dixième édition en 2002 à La Réunion, en France.
- Onzième édition en 2005 à Praia, au Cap-Vert.
- Douzième édition en 2008 à Port-au-Prince, à Haïti.
- Treizième édition en 2012 à Réduit, à Maurice.
- Quatorzième édition en 2014 à Aix-en-Provence, en France.
- Quinzième édition en 2016 à Baie Mahault, en Guadeloupe.

## Membres
- Robert Chaudenson 1938 - 5 avril 2020 (Aix-en-Provence du Covid 19)
- Maximilien Laroche  1987-1999
- Jean Bernabé